# Staurois latopalmatus
Staurois latopalmatus är en groddjursart som först beskrevs av George Albert Boulenger 1887.  Staurois latopalmatus ingår i släktet Staurois och familjen egentliga grodor. IUCN kategoriserar arten globalt som livskraftig. Inga underarter finns listade i Catalogue of Life.